# Summit Lighthouse
Summit Lighthouse (ang. Latarnia Szczytowa) – założona w 1958 roku przez Marka L. Propheta, w Waszyngtonie, USA, pod egidą Wniebowstąpionego Mistrza El Morji organizacja zajmująca się propagowaniem nauk Mistrzów Wniebowstąpionych Wielkiego Białego Braterstwa wywodzących się z teozofii oraz z nauczania powstałych wcześniej organizacji: Działalności Religijnej "JAM JEST", Saint Germain Press, Agni Joga oraz Mostu ku Wolności. Od śmierci założyciela Marka L. Propheta w 1973 roku ruchem kieruje jego żona Elizabeth Clare Prophet.

## Doktryna
Nauki Mistrzów Wniebowstąpionych organizacji oparte są i wywodzą się z historycznego prądu wielkich religii świata. Oboje przywódców Summit Lighthouse reprezentują bezpośrednio Wniebowstąpionych Mistrzów - założycieli i świętych wielkich religii światowych, takich jak Jezus, Budda, Kryszna czy Zaratusztra oraz wielu innych.

### Ery Ziemi
Oprócz szczególnej roli wysłanników Wniebowstąpionych Mistrzów inną cechą charakterystyczną nauczania Summit Lighthouse jest nauka o zbliżaniu się nowej ery w dziejach świata - Ery Wodnika oraz potrzeby transmutacji 26 000 lat obecnie spadającej na świat i zamieszkujących go jednostek skumulowanej karmy, co jest wymaganiem i warunkiem sine qua non Hierachii duchowej planety Ziemi, zanim ten Wiek Wodnika nadejdzie.
Poprzednio miała miejsce starotestamentowa Era Barana - epoka Boga Ojca związana z działalnością Mojżesza i Abrahama, obecnie kończy się Era Ryb - epoka Syna Bożego, w której najważniejszym nauczycielem i przykładem dla ludzkości był Jezus Chrystus, zaś nowa Era Wodnika to epoka Ducha Świętego.

### Saint Germain
Przewodnikiem duchowym Wieku Wodnika jest obecnie Wniebowstąpiony Mistrz 
Saint Germain, znany XVIII-wieczny artysta i alchemik, często uważany za cudotwórcę i nieśmiertelnego.
Według nauczania Summit Lighthouse jest on również autorem sztuk Szekspira oraz indukcyjnej metody myślenia naukowego przedstawionej przez Saint Germaina w jego wcieleniu jako Francis Bacon w jego licznych pismach filozoficznych. Język angielski jest podstawa literatury i nauki Wieku Wodnika, zostałudoskonalony przez Francisa Bacona przed nadejściem nowej ery.

### Wniebowstąpienie
Celem każdej duszy ludzkiej jest wyrwanie z kręgu ponownych narodzin poprzez reinkarnacje oraz osiągnięcie pełnego zjednoczenia z Bogiem, który indywidualizuje się dla każdego człowieka jako jego własna Potężna Obecność "JAM JEST". Ten proces nosi nazwę wniebowstąpienia.

### Płomień Ducha Świętego
Summit Lighthouse naucza, ze sposób do zjednoczenia z Potężna Obecnością "JAM JEST" to zrównoważenie osobistej i światowej karmy przez częste używanie Fioletowego Płomienia - płomienia Ducha Świętego, ognia transmutacji niszczącego karmę, zrównoważenie potrójnego płomienia miłości, mądrości i mocy w sercu jednostki oraz wypełnienie oryginalnego planu Boga danego wszystkim Jego dzieciom przed ich pierwszym wcieleniem.
Summit Lighthouse oczekuje od swoich studentów, aby mantrowali minimum 15 minut dziennie, wzywając Fioletowy Płomień. Jedna z takich mantr (nazywanych dekretami), podyktowana przez Saint Germaina, jest: "JAM JEST istota fioletu płomienia; JAM JEST czystością boskiego marzenia".

### Amerykanie
Summit Lighthouse naucza również, ze większość współczesnych Amerykanów to inkarnacje dusz mieszkańców Atlantydy, które odegrają znaczącą role w zaprowadzaniu na Ziemi długo oczekiwanego Złotego Wieku. Saint Germain poparł plan Ameryki i jej wiodącej roli w świecie, jako plan B Wielkiego Białego Braterstwa po stracie dyspensy światła przez Europe.

### Walka z komunizmem
Komunizm czy terroryzm to systemy upadłe, które nie zaprzestały działać na świecie, lecz przekształciły się w pseudo pozytywne ruchy socjalistyczne, liberalistyczne i inne. Walka z komunizmem jest jedną z podstaw działania Summit Lighthouse na świecie i w Polsce, gdyż  wiek Wodnika nie nadejdzie bez uprzedniego wieku wolności, którego zaprzeczeniem jest komunizm i socjalizm.
W dyktandach Wniebowstąpionych Mistrzów otrzymanych przez Elizabeth Clare Prophet sporo miejsca poświęcono Polsce ze względu na jej role w Europie i świecie, opiekę nad nią przez Sanat Kumara, Matkę Boską, Saint Germaina i Porcje oraz walkę "Solidarności" z reżimem komunistycznym, co było walką sił światła z siłami ciemności.
Summit Lighthouse przykłada dużą wagę do popularyzacji Orędzia Fatimskiego, a zwłaszcza jego części poświęconej komunizmowi i Rosji. W myśl nauczania ruchu upadek Związku Radzieckiego i jego systemu komunizmu nie nastąpił, gdyż komunizm radziecki przekształcił się w ukryty system działania poprzez satelitowe kraje jak Chiny, Kuba i inne.

## Siedziba ruchu i jego liczebność
- Zarząd Summit Lighthouse ma siedzibę w stanie Montana w USA. Liczba członków ruchu nie jest publicznie znana.

## Organizacje oficjalnie związane z Summit Lighthouse
- Kościół Uniwersalny i Triumfujący – oficjalna gałąź kościelna ruchu Summit Lighthouse zajmująca się między innymi odprawianiem obrzędów religijnych
- Bractwo Strażników Płomienia – bractwo, którego członkowie są odpowiedzialni za utrzymanie balansu sił zła i dobra na świecie jak też za wzywanie Fioletowego Płomienia
- Summit University – oficjalna gałąź edukacyjna, Mistyczna Szkoła Ezoteryczna pod egidą Pana Maitrei
- wydawnictwo Summit University Press
- Montessori International – sieć szkół wykorzystujących w nauczaniu metodę Marii Montessori przeznaczonych dla dzieci świata